# Eupachygaster tarsalis
Eupachygaster tarsalis – gatunek muchówki z rodziny lwinkowatych i podrodziny Pachygastrinae.
Gatunek ten opisany został w 1842 roku przez Johana Wilhelma Zetterstedta jako Pachygaster tarsalis.
Muchówka o ciele długości od 3,5 do 4,5 mm i błyszcząco czarnym ubarwieniu. Czułki są u nasady czerwone, u wierzchołka przyciemnione, a wić mają żółtą. Twarz jest nad nasadami czułków srebrnoszaro opylona. Użyłkowanie skrzydeł jest brunatne w połowie nasadowej, żółtawe w połowie wierzchołkowej i odznacza się rozwidloną na końcu żyłką radialną r4+5. Przezmianki mają czarnobrunatne główki i jasnobrunatne nóżki. Odnóża są żółto-czarne.
Szare lub brunatne larwy osiągają od 6,5 do 8 mm długości ciała, po którego wierzchu biegnie para jasnych linii. Szczecinki na tergitach są nierozszerzone i równej długości, a pośrodku każdej pleury leży szczecinka trzy razy dłuższa od innych szczecinek tej płytki.
Owad palearktyczny, w Europie znany z Hiszpanii, Francji, Belgii, Holandii, Wielkiej Brytanii, Niemiec, Szwajcarii, Austrii, Włoch, Polski, Czech, Słowacji, Węgier, Chorwacji, Rumunii, Bułgarii, Danii i Szwecji. Imagines są aktywne od czerwca do sierpnia. Larwy rozwijają się pod korą dębów, buków, wiązów, topól i sosen.